# Sven d'Hooghe
Pour les articles homonymes, voir D'Hooghe.
Pas d'image ? Cliquez ici

a Compétitions nationales et continentales officielles uniquement.

b Matchs officiels uniquement.
Dernière mise à jour le 16 mai 2025.
Sven d'Hooghe, né le 6 mars 1997, est un joueur belge de rugby à XV évoluant au poste de deuxième ligne.

## Carrière

### Formation
Sven d'Hooghe débute le rugby à l'âge de 6 ans dans le nord de la Belgique, plus précisément au Dendermondse Rugby Club,. Lors d'un match amical avec l'équipe des jeunes belges face au Racing 92, le club des Hauts-de-Seine le repère et le recrute. Il joue la première année crabos et deux saisons espoirs avec le club francilien.
En 2017, il rejoint le centre de formation de l'US Montauban.

### En club
Sven d'Hooghe ne joue qu'un match avec l'équipe première de Montauban en Pro D2.
En avril 2019, il s'engage avec le Stado Tarbes Pyrénées rugby en Fédérale 1 pour la saison 2019-2020.
En septembre 2020, il s'engage en tant que joueur supplémentaire avec le Biarritz olympique et retrouve la Pro D2. Il s'engage pour deux saisons avec le club basque. Non conservé par le club biarrot, il rejoint en 2022 le RC Hyères Carqueiranne La Crau. 

### En équipe nationale
Sven d'Hooghe est international belge.
En 2017, il obtient ses deux premières sélections lors du championnat international d'Europe face à la Roumanie et l'Espagne. Il joue la même année un test match contre le Brésil,.
Il est retenu pour participer au tournoi des Championnats d'Europe 2018 et 2019.

## Palmarès
Néant